# Tanya Hearn
Tanya Hearn (* 28. Februar 1980 in Cairns) ist eine australische Endurosportlerin. 2012 war sie Mitglied der australischen Nationalmannschaft bei der Internationalen Sechstagefahrt.

## Karriere
Tanya Hearn begann 2003 mit dem Motorradsport.
Im April 2009 wurde sie bei der australischen Viertagesfahrt Siebente. Im September 2009 begann Tanya Hearn ihre sportliche Laufbahn zu professionalisieren. Durch die Erweiterung ihres Sponsoren- und Unterstützerkreises konnte sie einen persönlichen Trainer finanzieren und sich ein zweites Wettbewerbsmotorrad zulegen.
Im Jahr 2010 nahm Tanya Hearn mit einer KTM als Privatfahrer erstmals an der australischen Offroad-Meisterschaft teil und wurde Gesamtzweite. Bei der australischen Viertagesfahrt erreichte sie einen vierten Rang. Bei der Queensland Enduro Series wurde sie Zweite.
Im folgenden Jahr konnte sie auf Grund von Verletzungen und Problemen am Motorrad an die Erfolge des Vorjahres nicht fortsetzen. In der australischen Offroad-Meisterschaft wurde sie Vierte. Bei der australischen Viertagesfahrt fiel sie am dritten Tag aus.
2012 wurde Tanya Hearn Mitglied des Pro Rider KTM-Teams. In der australischen Offroad-Meisterschaft konnte sie nur die Hälfte der Läufe bestreiten und wurde in der Gesamtwertung Siebente. Mit der australischen Frauen-Nationalmannschaft bei 87. Internationalen Sechstagefahrt in Sachsen erreichte sie einen dritten Platz. In der Einzelwertung wurde sie Achte und gewann eine Bronzemedaille. Bei der australischen Viertagesfahrt wurde sie Zweite.
Tanya Hearn arbeitet bei der australischen Post.